# Romuald Ajchler
Romuald Kazimierz Ajchler (ur. 19 stycznia 1949 w Dusznikach) – polski polityk, poseł na Sejm II, III, IV, VI, VII i IX kadencji.

## Życiorys
Brat Zbigniewa Ajchlera. Uzyskał wykształcenie średnie. W 1968 ukończył Państwowe Technikum Rolnicze w Szczecinku z dyplomem technika rolnika. W latach 1968–1969 był stażystą w Rolniczej Spółdzielni Produkcyjnej w Sarbii, a następnie do 1971 roku kierownikiem produkcji w PPRN w Szamotułach. Od 1971 do 2007 był prezesem zarządu i kierownikiem produkcji w RSP w Dąbrowie. W latach 1997–2011 wchodził w skład Krajowej Rady Spółdzielczej.
Od 1970 do rozwiązania działał w Polskiej Zjednoczonej Partii Robotniczej. W wyborach w 1993 uzyskał mandat poselski w okręgu wyborczym nr 32 jako kandydat bezpartyjny z listy Sojuszu Lewicy Demokratycznej; otrzymał wówczas 3641 głosy. Z powodzeniem ubiegał się o reelekcję w wyborach w 1997 (z wynikiem 3126 głosów). Przystąpił do Socjaldemokracji Rzeczypospolitej Polskiej, w 1999 roku został członkiem przekształconego w partię Sojuszu Lewicy Demokratycznej (zasiadał w radzie krajowej obu tych ugrupowań). Po raz trzeci uzyskał mandat poselski w 2001, startując do Sejmu w okręgu pilskim z listy koalicji SLD–UP. W 2004 przystąpił do Socjaldemokracji Polskiej (był członkiem konwentu krajowego tego ugrupowania). W Sejmie IV kadencji był zastępcą przewodniczącego Komisji Rolnictwa i Rozwoju Wsi, a także członkiem Komisji Łączności z Polakami za Granicą oraz Komisji Finansów Publicznych. W wyborach w 2005 bezskutecznie ubiegał się o reelekcję z listy SDPL. Od 2006 do 2007 z ramienia Lewicy i Demokratów sprawował mandat radnego powiatu międzychodzkiego, gdzie był członkiem Komisji Rewizyjnej.
W wyborach parlamentarnych w 2007 ponownie uzyskał mandat poselski, otrzymując w okręgu pilskim 13 725 głosów. W 2008 został członkiem Klubu Poselskiego Lewica (rezygnując z członkostwa w SDPL), przemianowanego później na KP SLD. W trakcie kadencji ponownie dołączył do SLD (zasiadł w radzie krajowej ugrupowania). W wyborach w 2011 z powodzeniem ubiegał się o reelekcję, dostał wówczas 9362 głosy. Bezskutecznie kandydował w wyborach do Parlamentu Europejskiego w 2014.
W wyborach w 2015 nie został ponownie wybrany do Sejmu. W 2018 uzyskał mandat radnego Sejmiku Województwa Wielkopolskiego VI kadencji. W wyniku wyborów w 2019 powrócił do Sejmu na IX kadencję. Kandydował z drugiego miejsca listy SLD w okręgu pilskim, otrzymując 14 438 głosów i zdobywając jedyny mandat przypadający w tym okręgu jego ugrupowaniu. Zasiadł w Komisji Polityki Społecznej i Rodziny oraz Komisji Rolnictwa i Rozwoju Wsi. Nie kandydował w kolejnych wyborach w 2023. W 2024 bezskutecznie startował z ramienia Lewicy do sejmiku.

## Wyniki wyborcze
| Wybory | Komitet wyborczy  | Komitet wyborczy                          | Organ                                           | Okręg | Wynik          |
| ------ | ----------------- | ----------------------------------------- | ----------------------------------------------- | ----- | -------------- |
| 1993   |                   | Sojusz Lewicy Demokratycznej              | Sejm II kadencji                                | nr 32 | 3641 (1,98%)   |
| 1997   | Sejm III kadencji | Sojusz Lewicy Demokratycznej              | 3126 (1,89%)                                    | nr 32 |                |
| 2001   |                   | Sojusz Lewicy Demokratycznej – Unia Pracy | Sejm IV kadencji                                | nr 38 | 14 438 (5,62%) |
| 2005   |                   | Socjaldemokracja Polska                   | Sejm V kadencji                                 | nr 38 | 6678 (3,05%)   |
| 2006   |                   | Lewica i Demokraci                        | Rada Powiatu Międzychodzkiego III kadencji      | nr 2  | 445 (14,12%)   |
| 2007   |                   | Lewica i Demokraci                        | Sejm VI kadencji                                | nr 38 | 13 725 (4,60%) |
| 2011   |                   | Sojusz Lewicy Demokratycznej              | Sejm VII kadencji                               | nr 38 | 9362 (3,60%)   |
| 2014   |                   | Sojusz Lewicy Demokratycznej – Unia Pracy | Parlament Europejski VIII kadencji              | nr 7  | 3185 (4,26%)   |
| 2015   |                   | Zjednoczona Lewica                        | Sejm VIII kadencji                              | nr 38 | 12 544 (4,64%) |
| 2018   |                   | SLD Lewica Razem                          | Sejmik Województwa Wielkopolskiego VI kadencji  | nr 2  | 14 743 (6,45%) |
| 2019   |                   | Sojusz Lewicy Demokratycznej              | Sejm IX kadencji                                | nr 38 | 14 438 (4,14%) |
| 2024   |                   | Lewica                                    | Sejmik Województwa Wielkopolskiego VII kadencji | nr 2  | 3531 (1,58%)   |